# Lijst van supervulkanen

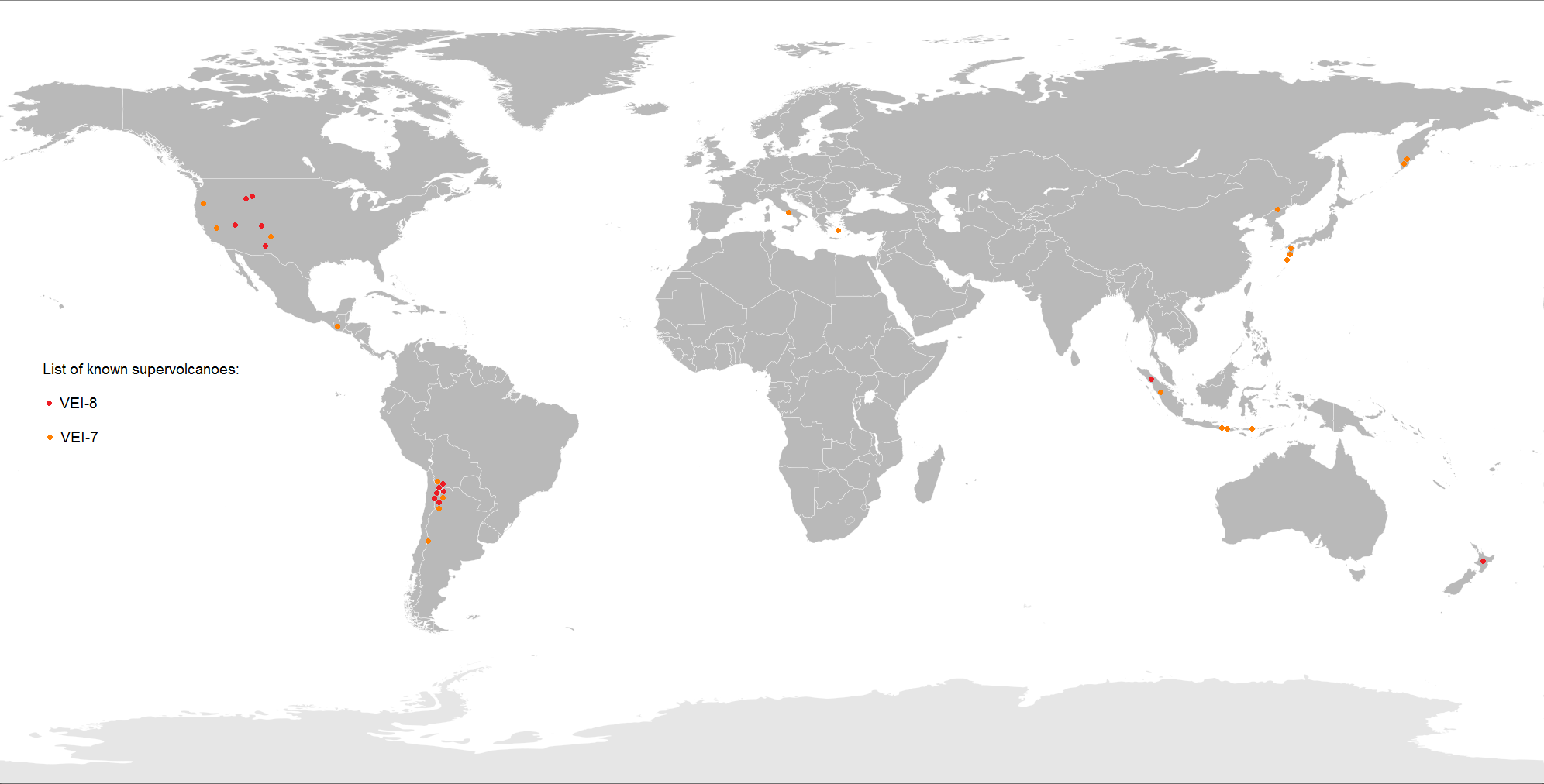
Kaart van bekende supervulkanen in de hele wereld:
Vulkanische-explosiviteitsindex (VEI) 8
Vulkanische-explosiviteitsindex (VEI) 7

Lijst van supervulkanen over de gehele wereld, aangegeven op alfabetische volgorde van de namen van de vulkanen. Ook de caldera's worden meegenomen in deze lijst. 
Sommige vulkanen zijn niet meer of slechts gedeeltelijk actief.

## A
- Awasa caldera, Ethiopië
- Aira-caldera, Kyushu, Japan

## B
- Bennett Lake Volcanic Complex, BC en Yukon, Canada
- Bruneau-Jarbidge caldera, Idaho, Verenigde Staten

## C
- Campi Flegrei, Italië
- City of Rocks State Park, New Mexico, Verenigde Staten (Emory Caldera)
- Crater Lake, Oregon, Verenigde Staten

## G
- Galán Caldera, Argentinië
- La Garita Caldera, Verenigde Staten
- Glen Coe, Schotland, Verenigd Koninkrijk

## H
- Henry's Fork Caldera, Idaho, Verenigde Staten

## I
- Island Park Caldera, Idaho en Wyoming, Verenigde Staten

## K
- Kikai Caldera, Japan
- Koerilenmeer, Rusland

## L
- Long Valley Caldera, Californië, Verenigde Staten

## M
- Meer van Atitlán, Guatemala
- Misema Caldera, Ontario en Quebec, Canada

## P
- Pastos Grandes caldera, Bolivia

## S
- Santorini, Griekenland
- Scafells, Engeland, Verenigd Koninkrijk

## T
- Tambora, Indonesië
- Taupo, Nieuw-Zeeland
- Toba, Sumatra, Indonesië
- Tondano, Indonesië

## V
- Valles Caldera , New Mexico, Verenigde Staten

## W
- Whakamaru, Nieuw-Zeeland

## Y
- Yellowstonecaldera , Wyoming, Verenigde Staten